# Laloșu
Laloșu là một xã thuộc hạt Vâlcea, România. Dân số thời điểm năm 2002 là 2653 người.